# Sylvain Norga

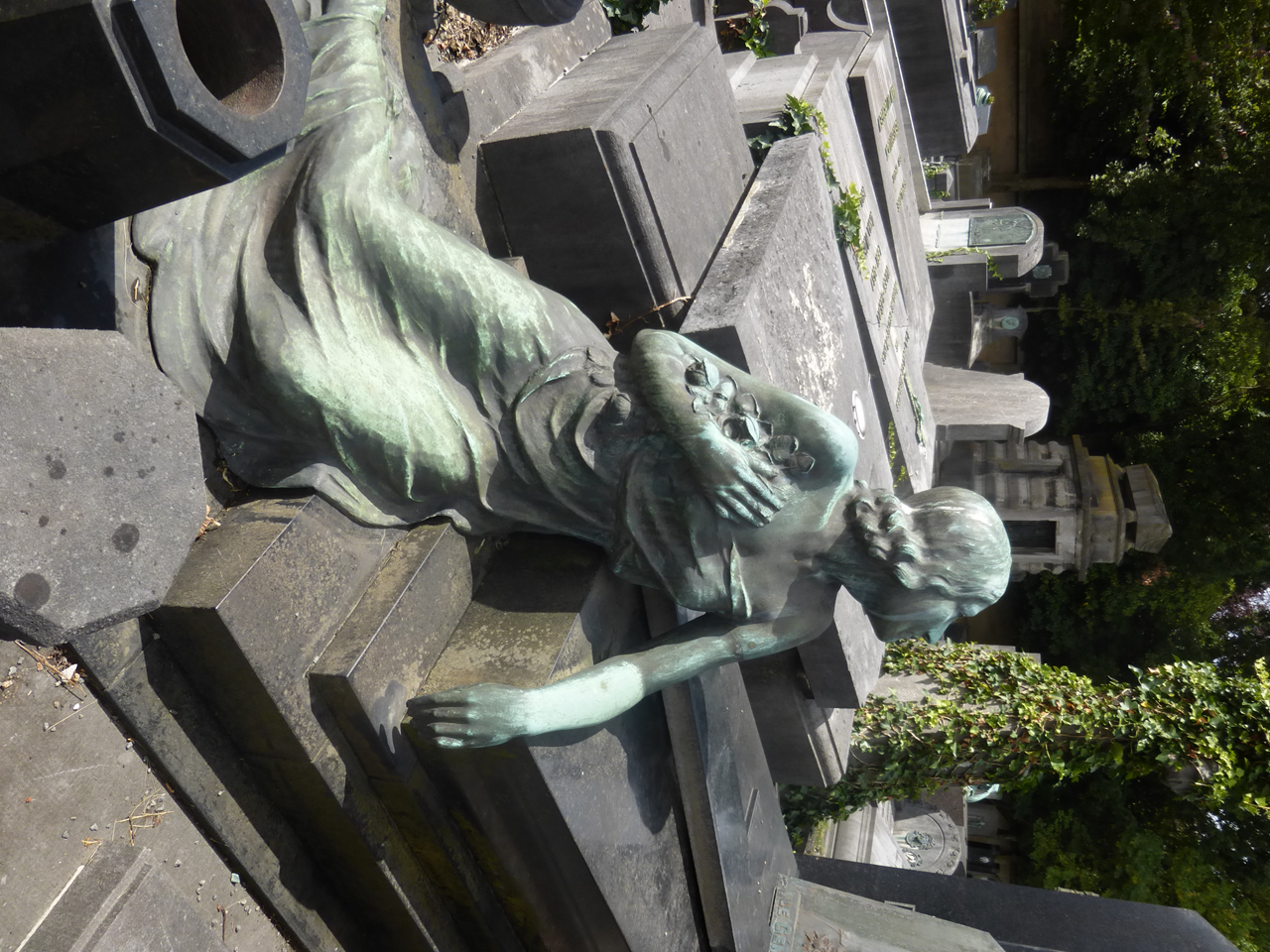
Bronzen Pleureuse, Kerkhof van Jette

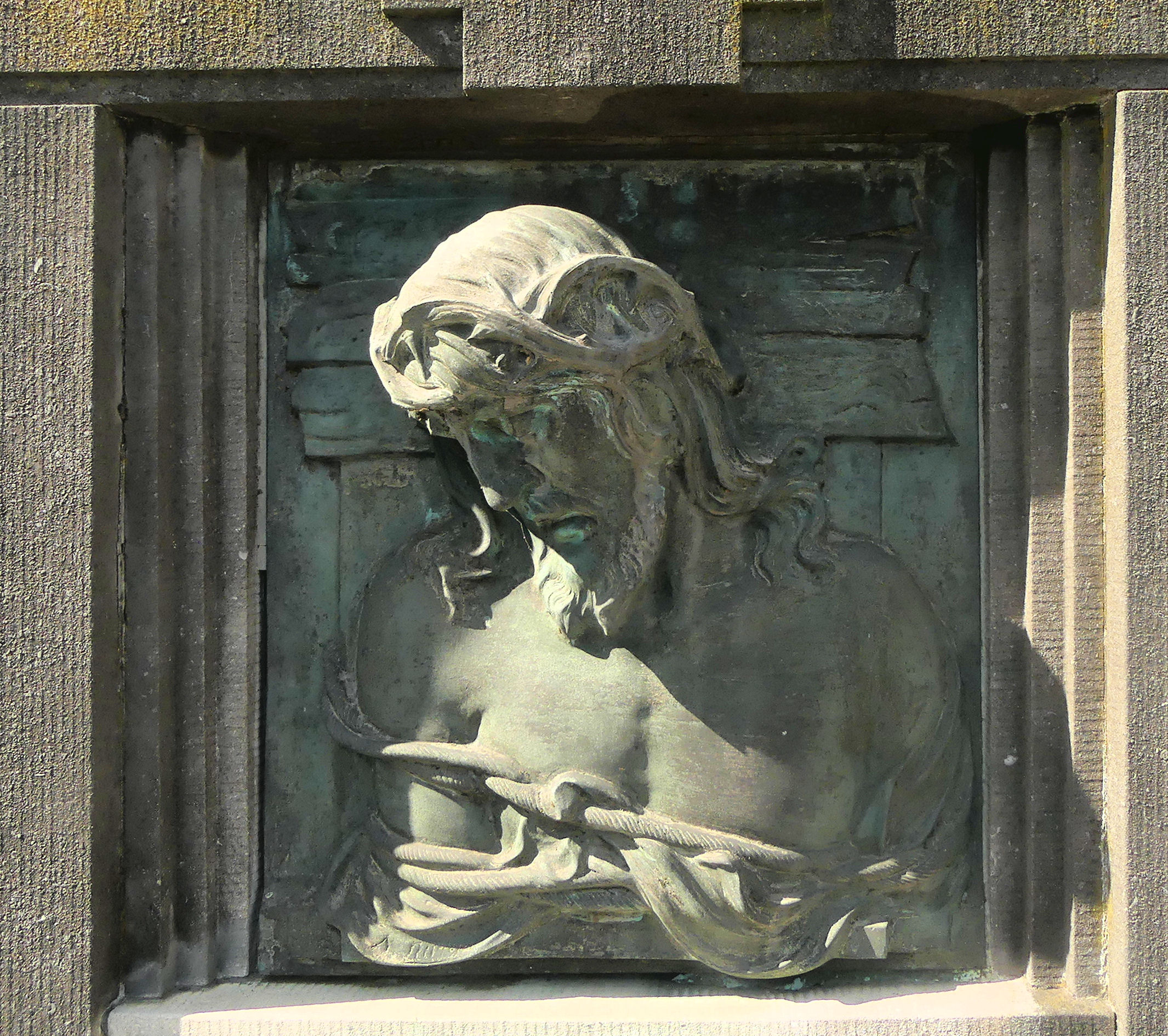
Ecce Homo, Brons op graf gehouwen door Siegfried Rooms, kerkhof te Stekene

Sylvain Norga (Etikhove, 1892 – Juan-les-Pins, 1968) was een Vlaams beeldhouwer en kunstschilder.

## Familie
Norga is de zoon van een houtsnijder Frans Norga, waaruit een artistieke bronsgieterij voortkwam, onder leiding van diens broer Pascal Norga, Michel Norga en Johan Norga.

## Vorming
Norga werd opgeleid aan de academie in Oudenaarde. Hij werkte met zijn leermeester Aloïs De Beule onder andere aan de restauratie van het Gents postkantoor. Norga was gespecialiseerd in de massaproductie van bronzen en porseleinen ornamenten op grafconcessies. De meeste van deze ornamenten hebben een passiethema, in art-nouveau- en art-decostijl. In 1935 vestigde Norga zich in Frankrijk en ging zich richten op de schilderkunst.

## Enkele werken
Zijn werk is vooral te vinden op verschillende kerkhoven in Vlaanderen en Brussel.
- Christus met Kruis, porseleinen bas-reliëf (foto).
- Oorlogsmonument, te Recht.[9]
- Pieta in brons, Kerk te Büllingen.[10]

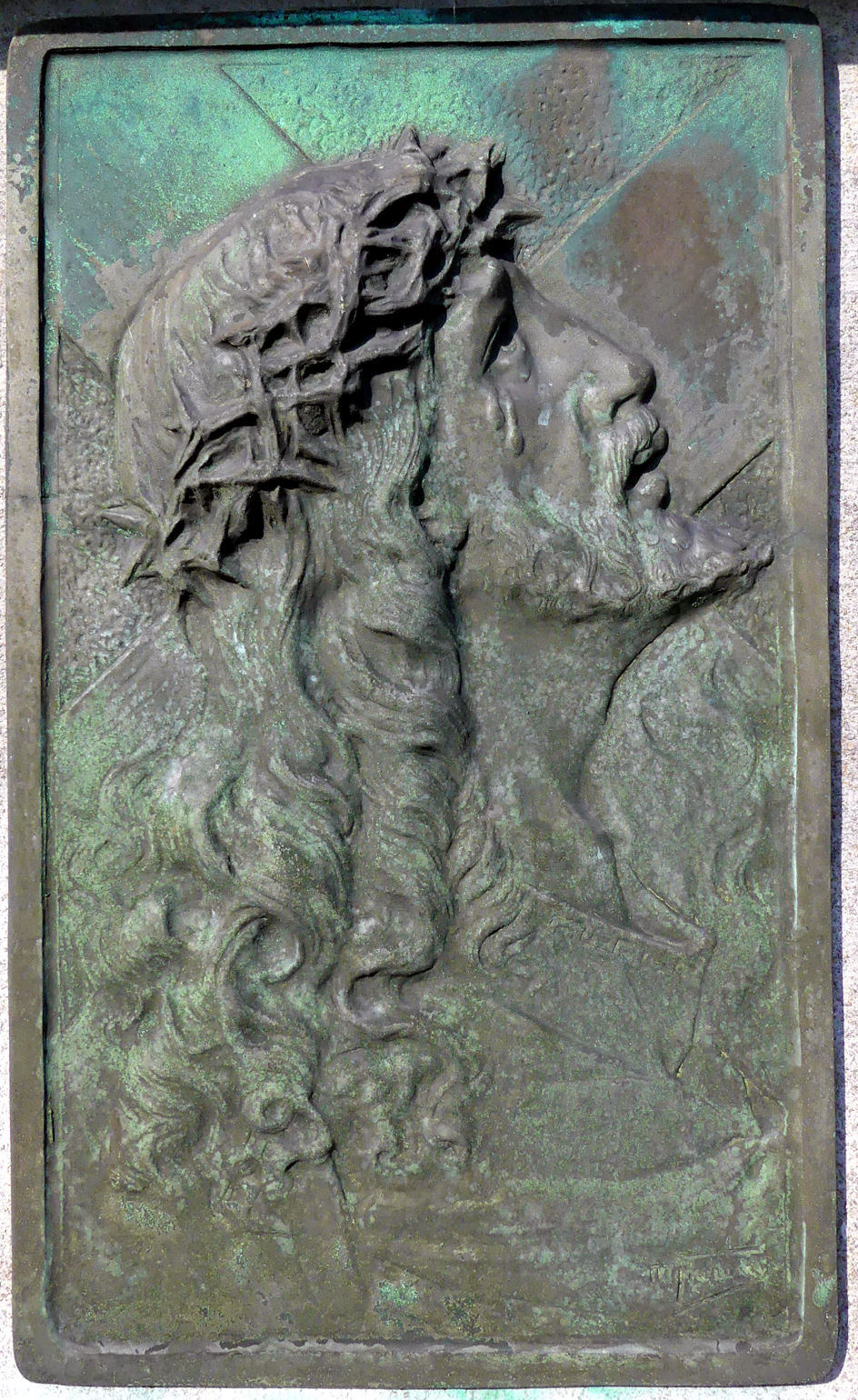
Bronzen passietafereel
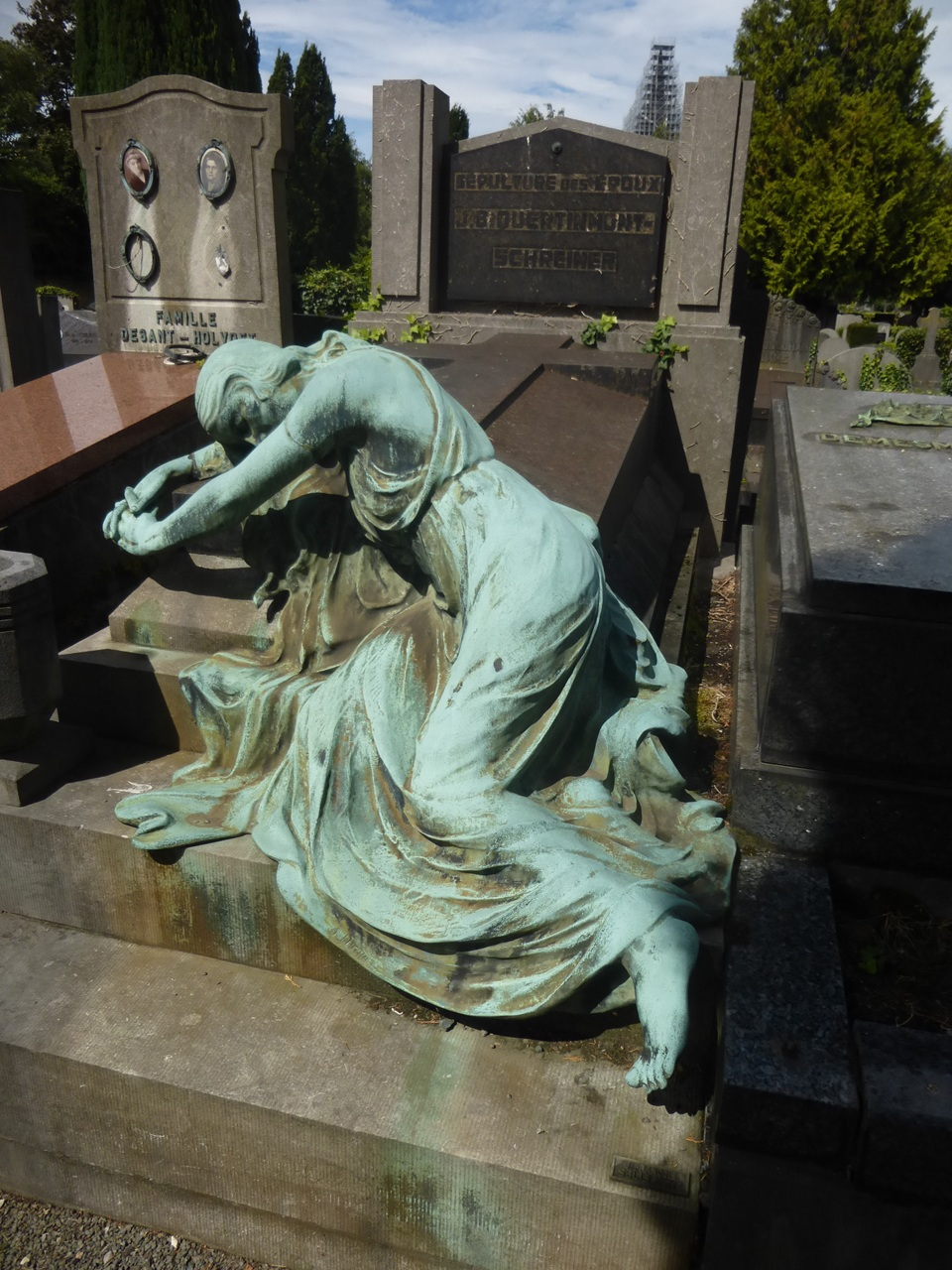
Jette: Bronzen pleureuse.
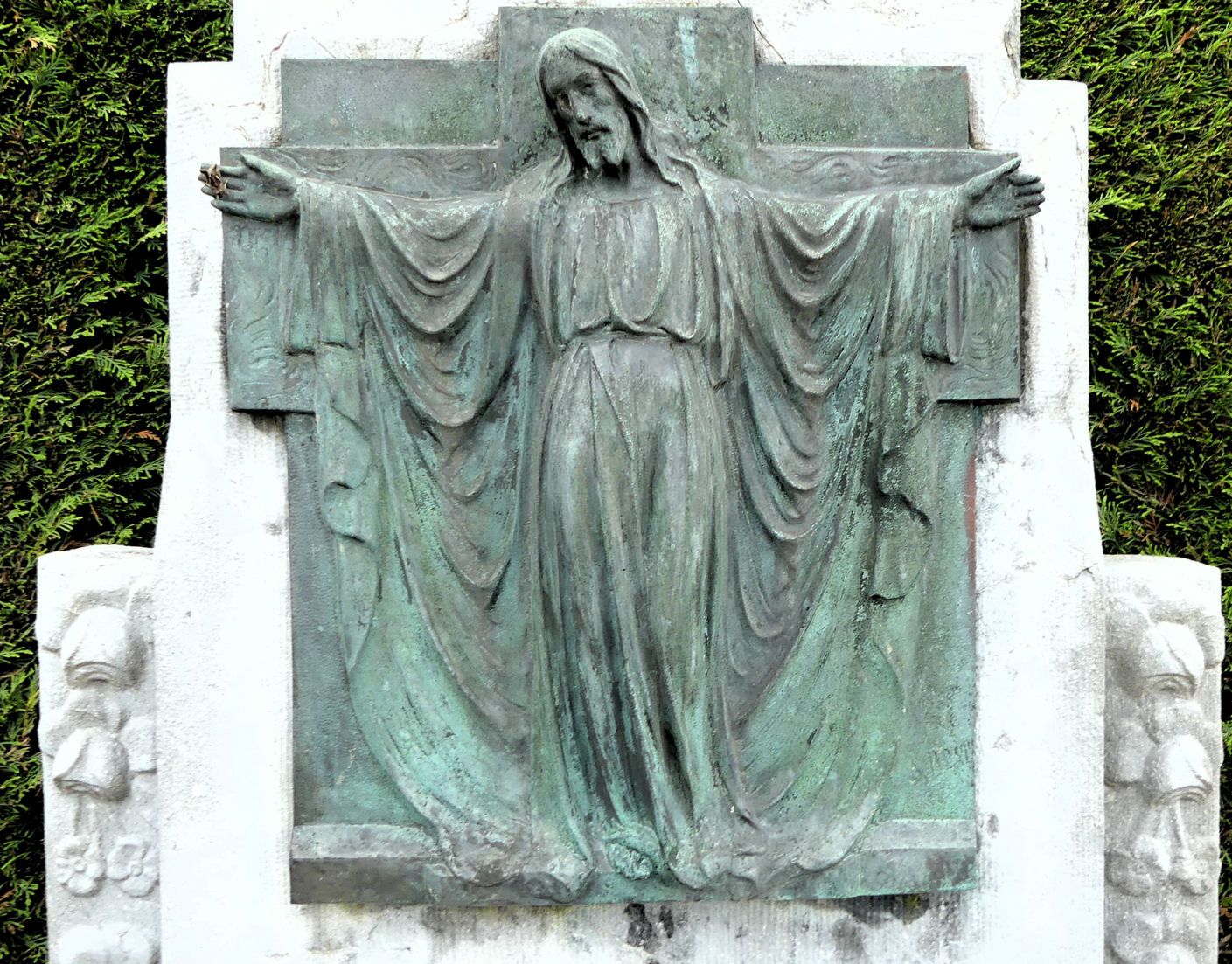
Bronzen Christus, grafplaat in Hamme.